# My Life - Questa mia vita
My Life - Questa mia vita (My Life) è un film drammatico del 1993, scritto e diretto da Bruce Joel Rubin, già noto sceneggiatore di Ghost - Fantasma.

## Trama
1993. Robert Jones è un manager di successo di Los Angeles, che lavora nel settore delle pubbliche relazioni. Vive felicemente con la moglie Gail Jones, incinta del suo primo figlio. Tuttavia la felicità della coppia è di breve durata, poiché a Bob viene diagnosticato un tumore ai reni che, in poco tempo, ha già raggiunto i polmoni.
La paura di morire prima della nascita del bambino e il desiderio di essere comunque presente nella futura vita del figlio, convincono Bob a girare una serie di filmati in cui egli riprende se stesso, con l'intento di lasciare al suo erede qualcosa di più che un semplice ricordo: parla di sé, e dei suoi genitori che vivono a Detroit. Ma il suo desiderio più profondo è di guarire dal tumore, o almeno, poter vivere abbastanza per conoscere il suo bambino.
Grazie a Mr. Ho, un guaritore cinese che ha percepito il suo rancore, la sua rabbia e la sua disperazione, e sollecitato da Gail, Bob ritorna a Detroit, la sua città natale, per partecipare al matrimonio del fratello Paul e per rivedere i suoi genitori, con i quali ha pessimi rapporti. Una volta in città, visita la casa della sua infanzia e, sebbene speri di risolvere l'antico astio, alla fine dei festeggiamenti del matrimonio riprende a litigare con la famiglia.
Tornato a Los Angeles, Bob rincontra il guaritore, il quale lo ammonisce: il rancore che egli porta dentro è il vero veleno, e finché lo nutrirà, sarà impossibile per Mr. Ho aiutare il suo paziente a guarire. Bob riprende a filmare i luoghi più significativi della sua vita, e a registrarsi mentre manda dei precisi messaggi al figlio. Nonostante le previsioni dei medici, Gail anticipa il travaglio e, ricoverata in ospedale, riesce a dare alla luce il figlio, Bryan Zachary, che quindi Bob riesce a vedere.
Il tumore progredisce però in un baleno, e colpisce il cervello. A questo punto, il destino di Bob appare irrimediabilmente segnato. Quando i genitori e il fratello arrivano a Los Angeles da Detroit, Bob è già piuttosto debole, e non più autonomo. Per alleviare la sua sofferenza psicologica, i genitori fanno arrivare il circo nel giardino di casa, per onorare una promessa che, anni prima, non erano stati in grado di mantenere.
Dopo pochi giorni, Bob si spegne assistito da Gail, ma il suo cammino terreno si conclude serenamente dato che si è riconciliato con i suoi genitori, consapevole che sua moglie lo amerà per il resto della sua vita.

## Accoglienza
Il film ha avuto recensioni discordanti da parte della critica. Il sito Rotten Tomatoes ha riportato che il 44% delle recensioni ha dato un giudizio positivo sul film e il restante 56% dei critici ha tuttavia apprezzato il film.